# Chi Cà phê
Cà phê là một chi thực vật thuộc họ Thiến thảo (Rubiaceae). Chi cà phê bao gồm nhiều loài cây lâu năm khác nhau. Tuy nhiên, không phải loài nào cũng chứa caffein trong hạt, một số loài khác xa với những cây cà phê ta thường thấy. Chỉ có hai loài cà phê có ý nghĩa kinh tế. Loài thứ nhất có tên thông thường trong tiếng Việt là cà phê chè (tên khoa học: Coffea arabica), đại diện cho khoảng 61% các sản phẩm cà phê trên thế giới. Loài thứ hai là cà phê vối (tên khoa học: Coffea canephora hay Coffea robusta), chiếm gần 39% các sản phẩm cà phê. Ngoài ra còn có Coffea liberica và Coffea excelsa (ở Việt Nam gọi là cà phê mít) với sản lượng không đáng kể.

## Đặc trưng

### Thân

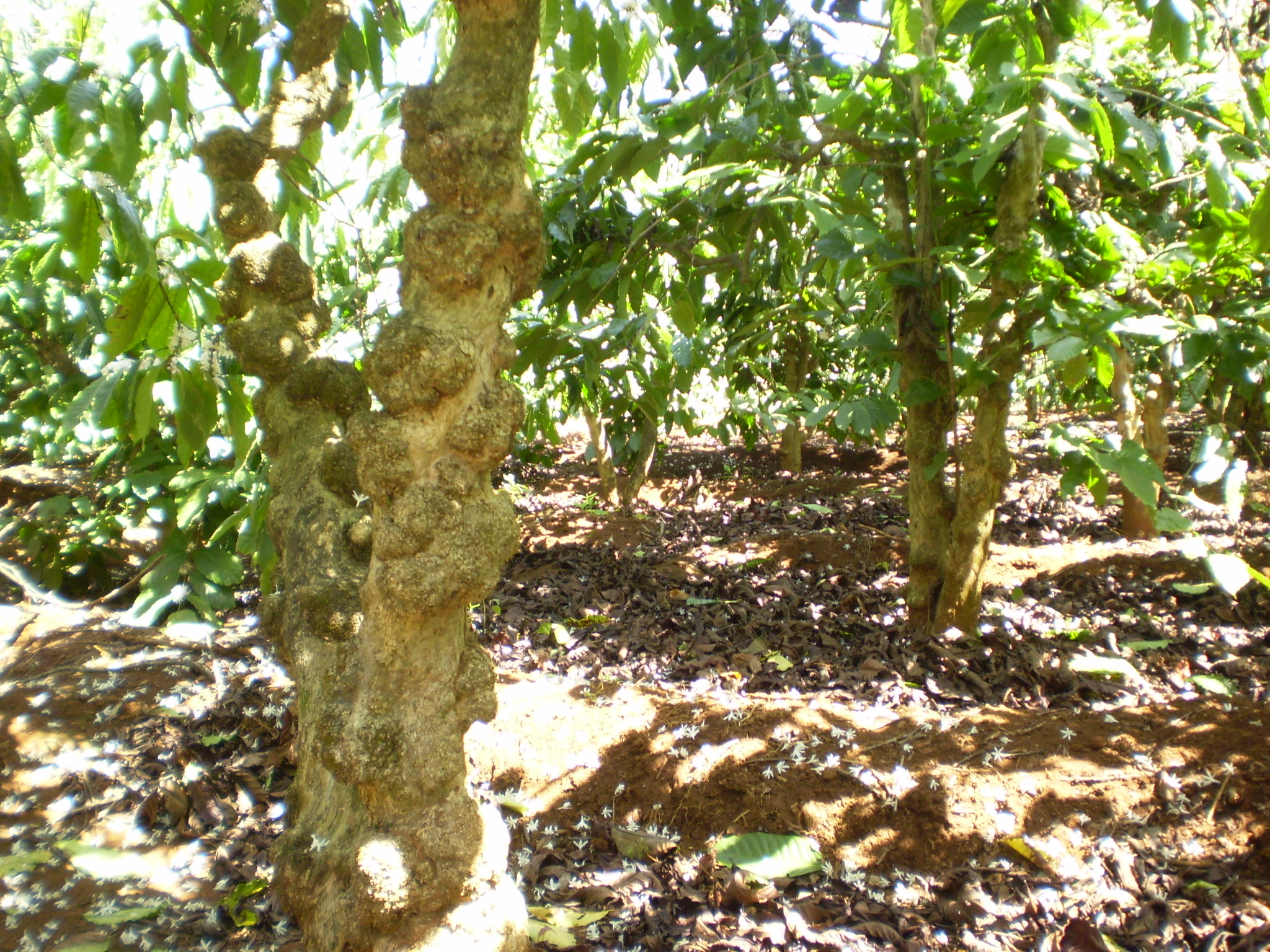
Thân cây cà phê vối, khi cưa đốn thường được dùng chạm trổ các đồ thủ công mỹ nghệ.

Cây cà phê chè có thể cao tới 6 m, cà phê vối tới 10 m. Tuy nhiên ở các trang trại cà phê người ta thường phải cắt tỉa để giữ được độ cao từ 2–4 m, thuận lợi cho việc thu hoạch. Cây cà phê có cành thon dài, lá cuống ngắn, xanh đậm, hình oval. Mặt trên lá có màu xanh thẫm, mặt dưới xanh nhạt hơn. Chiều dài của lá khoảng 8-15 cm, rộng 4–6 cm. Rễ cây cà phê là loại rễ cọc, cắm sâu vào lòng đất từ 1 đến 2,5 m với rất nhiều rễ phụ tỏa ra xung quanh làm nhiệm vụ hút chất dinh dưỡng nuôi cây.

### Hoa

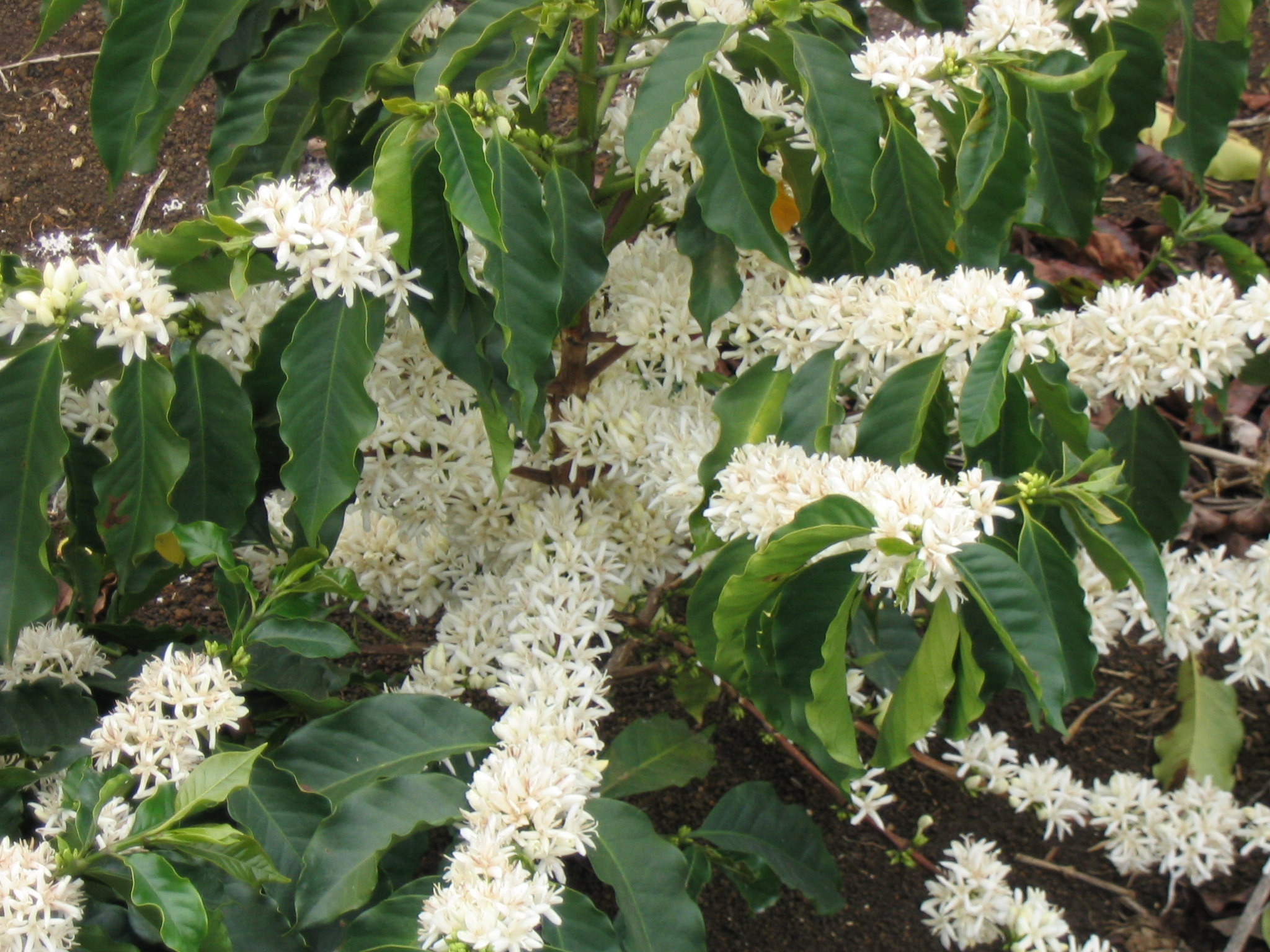
Hoa cà phê

Hoa cà phê màu trắng, có năm cánh, thường nở thành chùm đôi hoặc chùm ba. Màu hoa và hương hoa dễ làm ta liên tưởng tới hoa nhài. Hoa chỉ nở trong vòng 3 đến 4 ngày và thời gian thụ phấn chỉ vài ba tiếng. Một cây cà phê trưởng thành có từ 30.000 đến 40.000 bông hoa.
Ngay từ khi cây cà phê ra hoa kết quả người ta đã có những đánh giá đầu tiên về vụ mùa cà phê. Ở các nước sản xuất cà phê lớn điều này đặc biệt quan trọng trong việc đưa ra những nhận định về giá cả và thị trường. Tuy vậy những đợt rét đậm hoặc hạn hán có thể làm đảo lộn mọi sự tính toán và đẩy thị trường vào tình thế hoàn toàn khác.

### Quả

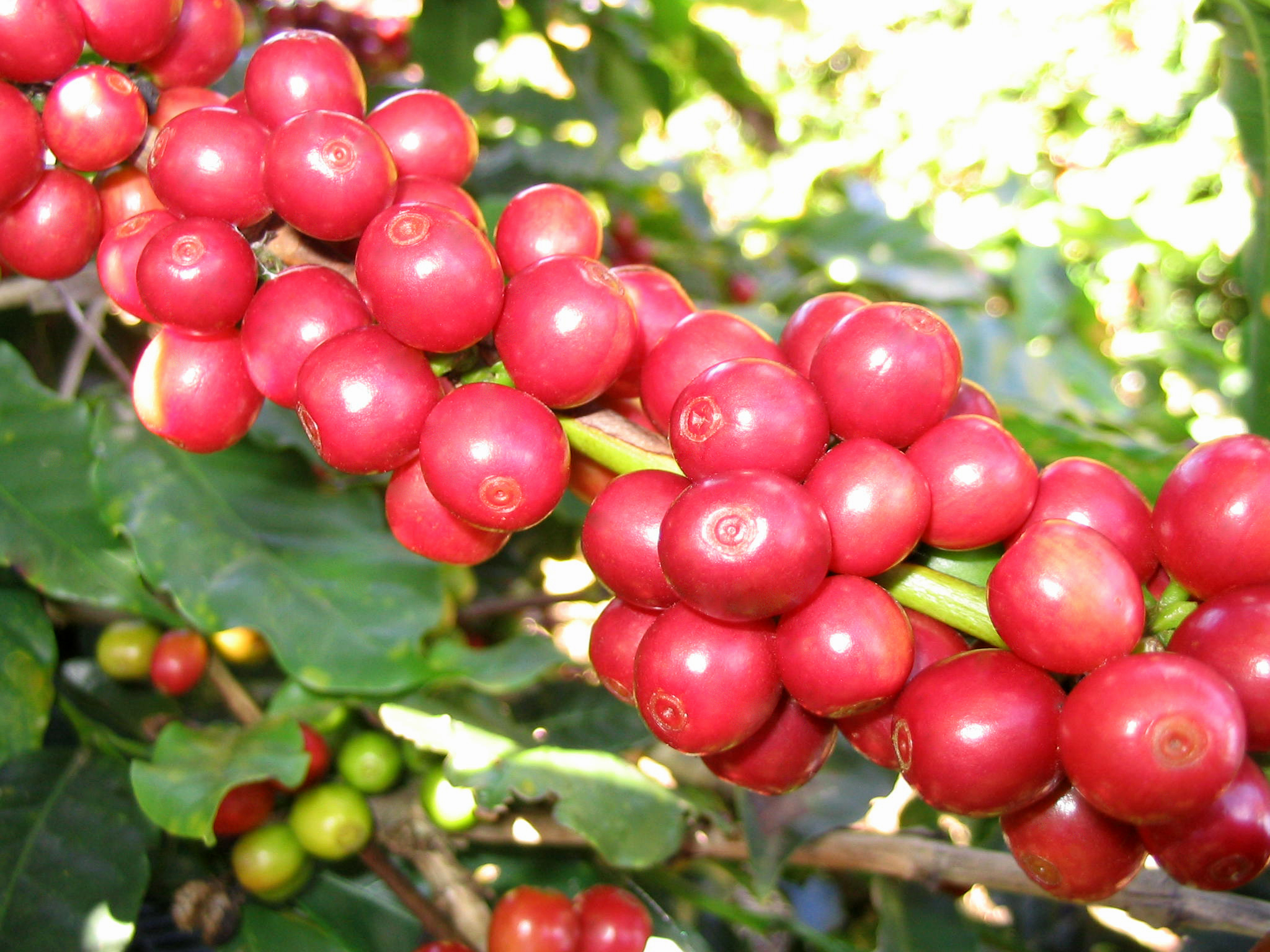
Quả cà phê chè

Cà phê là loài cây tự thụ phấn, do đó gió và côn trùng có ảnh hưởng lớn tới quá trình sinh sản của cây. Sau khi thụ phấn quả sẽ phát triển trong 7 đến 9 tháng và có hình bầu dục, bề ngoài giống như quả anh đào. Trong thời gian chín, màu sắc của quả thay đổi từ xanh sang vàng rồi cuối cùng là đỏ. Quả có màu đen khi đã chín nẫu. Do thời gian đâm hoa kết trái lâu như vậy mà một vụ cà phê kéo dài gần một năm trời và có thể xảy ra trường hợp trên một cây vừa có hoa, vừa có quả.
Thông thường một quả cà phê chứa hai hạt. Chúng được bao bọc bởi lớp thịt quả bên ngoài. Hai hạt cà phê nằm ép sát vào nhau. Mặt tiếp xúc giữa chúng là mặt phẳng, mặt hướng ra bên ngoài có hình vòng cung. Mỗi hạt còn được bảo vệ bởi hai lớp màng mỏng: một lớp màu trắng, bám chặt lấy vỏ hạt; một lớp màu vàng rời rạc hơn bọc ở bên ngoài. Hạt có thể có hình tròn hoặc dài, lúc còn tươi có màu xám vàng, xám xanh hoặc xanh. Thỉnh thoảng cũng gặp những quả chỉ có một hạt (do chỉ có một nhân hoặc do hai hạt bị dính lại thành một).

## Niên vụ (năm sản xuất)
Ở Việt Nam, nước hiện đứng đầu thế giới về sản xuất cà phê vối (robusta), niên vụ được tính từ tháng 10 đến hết tháng 9 năm sau (theo dương lịch). Thời gian thu hoạch tại các tỉnh Tây Nguyên (là nơi sản xuất khoảng 80% tổng sản lượng của Việt Nam) thường kéo dài trong 4 tháng, tính từ cuối tháng 10 đến hết tháng 1.
Ngay sau thu hoạch là thời gian nông dân trồng cà phê vối bắt đầu tưới nước cho cây và bón phân, chia thành nhiều đợt ngắn. Giai đoạn này kéo dài đến tháng 4 hàng năm.

## Các loài
| - Coffea abbayesii J.-F.Leroy - Coffea affinis De Wild. - Coffea alleizettii Dubard - Coffea ambanjensis J.-F.Leroy - Coffea ambongenis J.-F.Leroy ex A.P.Davis phân chi Baracoffea - Coffea andrambovatensis J.-F.Leroy - Coffea ankaranensis J.-F.Leroy ex A.P.Davis - Coffea anthonyi Stoff. & F.Anthony - Coffea arabica L. - Coffea arenesiana J.-F.Leroy - Coffea augagneurii Dubard - Coffea bakossii Cheek & Bridson - Coffea benghalensis B.Heyne ex Schult. - Coffea bertrandii A.Chev. - Coffea betamponensis Portères & J.-F.Leroy - Coffea bissetiae A.P.Davis & Rakotonas. phân chi Baracoffea - Coffea boinensis A.P.Davis & Rakotonas. phân chi Baracoffea - Coffea boiviniana A.P.Davis & Rakotonas. - Coffea bonnieri Dubard - Coffea brassii (J.-F.Leroy) A.P.Davis - Coffea brevipes Hiern - Coffea bridsoniae A.P.Davis & Mvungi - Coffea buxifolia A.Chev. - Coffea canephora Pierre ex A.Froehner - Coffea carrissoi A.Chev. - Coffea charrieriana Stoff. & F.Anthony - Coffea cochinchinensis Pierre ex Pit. - Coffea commersoniana (Baill.) A.Chev. - Coffea congensis A.Froehner - Coffea costatifructa Bridson - Coffea coursiana J.-F.Leroy - Coffea dactylifera Robbr. & Stoff. - Coffea decaryana J.-F.Leroy phân chi Baracoffea - Coffea dubardii Jum. - Coffea ebracteolata (Hiern) Brenan - Coffea eugenioides S.Moore - Coffea fadenii Bridson - Coffea farafanganensis J.-F.Leroy - Coffea floresiana Boerl. - Coffea fotsoana Stoff. & Sonké - Coffea fragilis J.-F.Leroy - Coffea fragrans Wall. ex Hook.f. | - Coffea gallienii Dubard - Coffea grevei Drake ex A.Chev. phân chi Baracoffea - Coffea heimii J.-F.Leroy - Coffea x heterocalyx Stoff. - Coffea homollei J.-F.Leroy - Coffea horsfieldiana Miq. - Coffea humbertii J.-F.Leroy phân chi Baracoffea - Coffea humblotiana Baill. - Coffea humilis A.Chev. - Coffea jumellei J.-F.Leroy - Coffea kapakata (A.Chev.) Bridson - Coffea kianjavatensis J.-F.Leroy - Coffea kihansiensis A.P.Davis & Mvungi - Coffea kimbozensis Bridson - Coffea kivuensis Lebrun - Coffea labatii A.P.Davis & Rakotonas. phân chi Baracoffea - Coffea lancifolia A.Chev. - Coffea lebruniana Germ. & Kester - Coffea leonimontana Stoff. - Coffea leroyi A.P.Davis - Coffea liaudii J.-F.Leroy ex A.P.Davis - Coffea liberica Hiern - Coffea ligustroides S.Moore - Coffea littoralis A.P.Davis & Rakotonas. - Coffea lulandoensis Bridson - Coffea mabesae (Elmer) J.-F.Leroy - Coffea macrocarpa A.Rich. - Coffea madurensis Teijsm. & Binn. ex Koord. - Coffea magnistipula Stoff. & Robbr. - Coffea malabarica (Sivar., Biju & P.Mathew) A.P.Davis - Coffea mangoroensis Portères - Coffea manombensis A.P.Davis - Coffea mapiana Sonké - Coffea mauritiana Lam. - Coffea mayombensis A.Chev. - Coffea mcphersonii A.P.Davis & Rakotonas. - Coffea melanocarpa Welw. ex Hiern - Coffea merguensis Ridl. - Coffea millotii J.-F.Leroy - Coffea minutiflora A.P.Davis & Rakotonas. - Coffea mogenetii Dubard - Coffea mongensis Bridson | - Coffea montekupensis Stoff. - Coffea montis-sacri A.P.Davis - Coffea moratii J.-F.Leroy ex A.P.Davis & Rakotonas. - Coffea mufindiensis Hutch. ex Bridson - Coffea myrtifolia (A.Rich. ex DC.) J.-F.Leroy - Coffea namorokensis A.P.Davis & Rakotonas. - Coffea neobridsoniae A.P.Davis - Coffea neoleroya A.P.Davis - Coffea perrieri Drake ex Jum. - Coffea pervilleana (Baill.) Drake - Coffea pocsii Bridson - Coffea pseudozanguebariae Bridson - Coffea pterocarpa A.P.Davis & Rakotonas. phân chi Baracoffea - Coffea racemosa Lour. - Coffea rakotonasoloi A.P.Davis - Coffea ratsimamangae J.-F.Leroy ex A.P.Davis & Rakotonas. - Coffea resinosa (Hook.f.) Radlk. - Coffea rhamnifolia (Chiov.) Bridson - Coffea richardii J.-F.Leroy - Coffea sahafaryensis J.-F.Leroy - Coffea sakarahae J.-F.Leroy - Coffea salvatrix Swynn. & Philipson - Coffea sambavensis J.-F.Leroy ex A.P.Davis & Rakotonas. - Coffea sapinii (De Wild.) A.P.Davis - Coffea schliebenii Bridson - Coffea semsei (Bridson) A.P.Davis - Coffea sessiliflora Bridson - Coffea stenophylla G.Don - Coffea tetragona Jum. & H.Perrier - Coffea togoensis A.Chev. - Coffea toshii A.P.Davis & Rakotonas. - Coffea travancorensis Wight & Arn. - Coffea tricalysioides J.-F.Leroy - Coffea tsirananae J.-F.Leroy - Coffea vatovavyensis J.-F.Leroy - Coffea vavateninensis J.-F.Leroy - Coffea vianneyi J.-F.Leroy - Coffea vohemarensis A.P.Davis & Rakotonas. - Coffea wightiana Wall. ex Wight & Arn. - Coffea zanguebariae Lour. |

## Một vài hình ảnh về cây cà phê

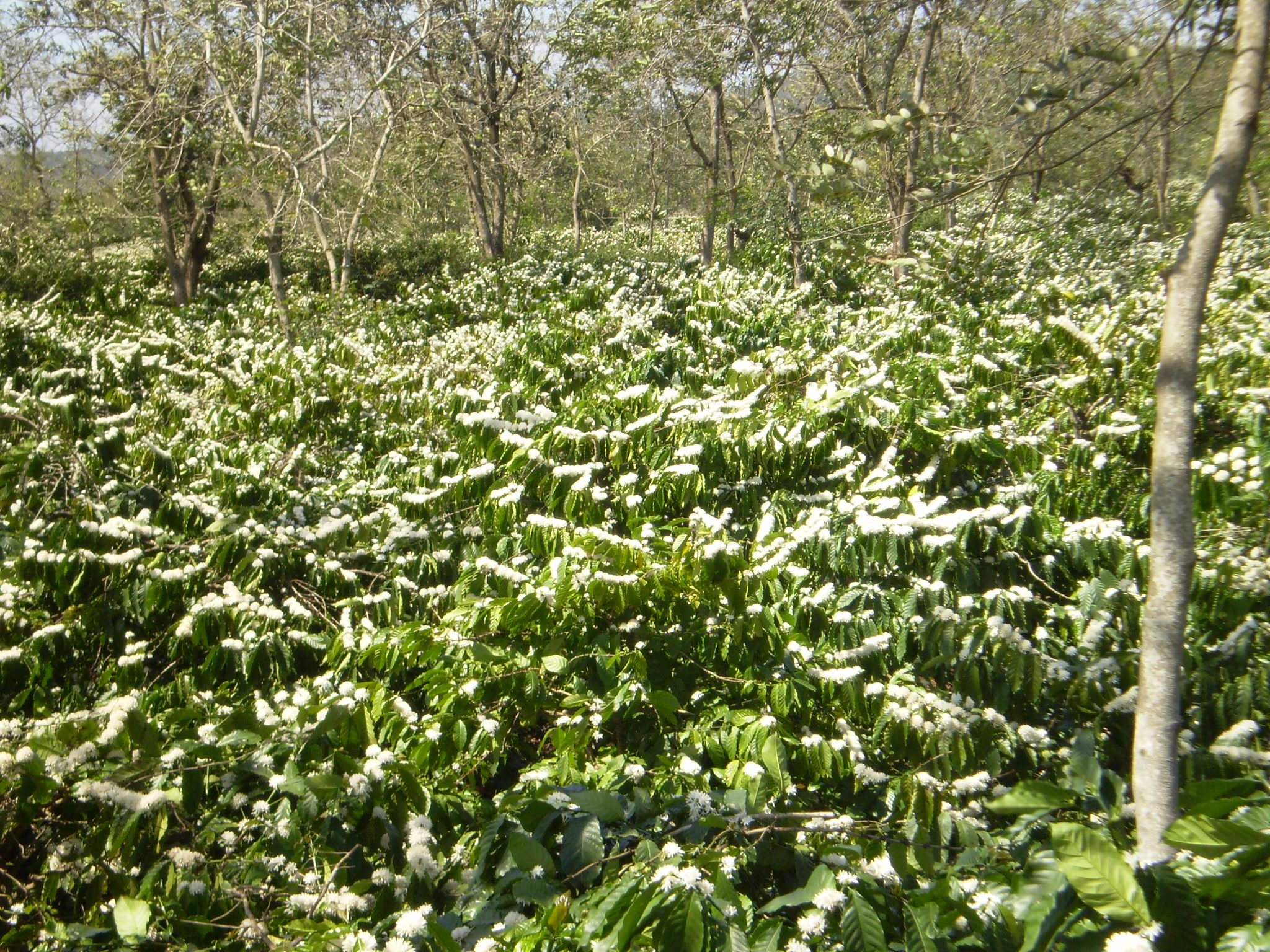
Hoa cà phê vối vào mùa ở Cư Kuin Tây Nguyên.
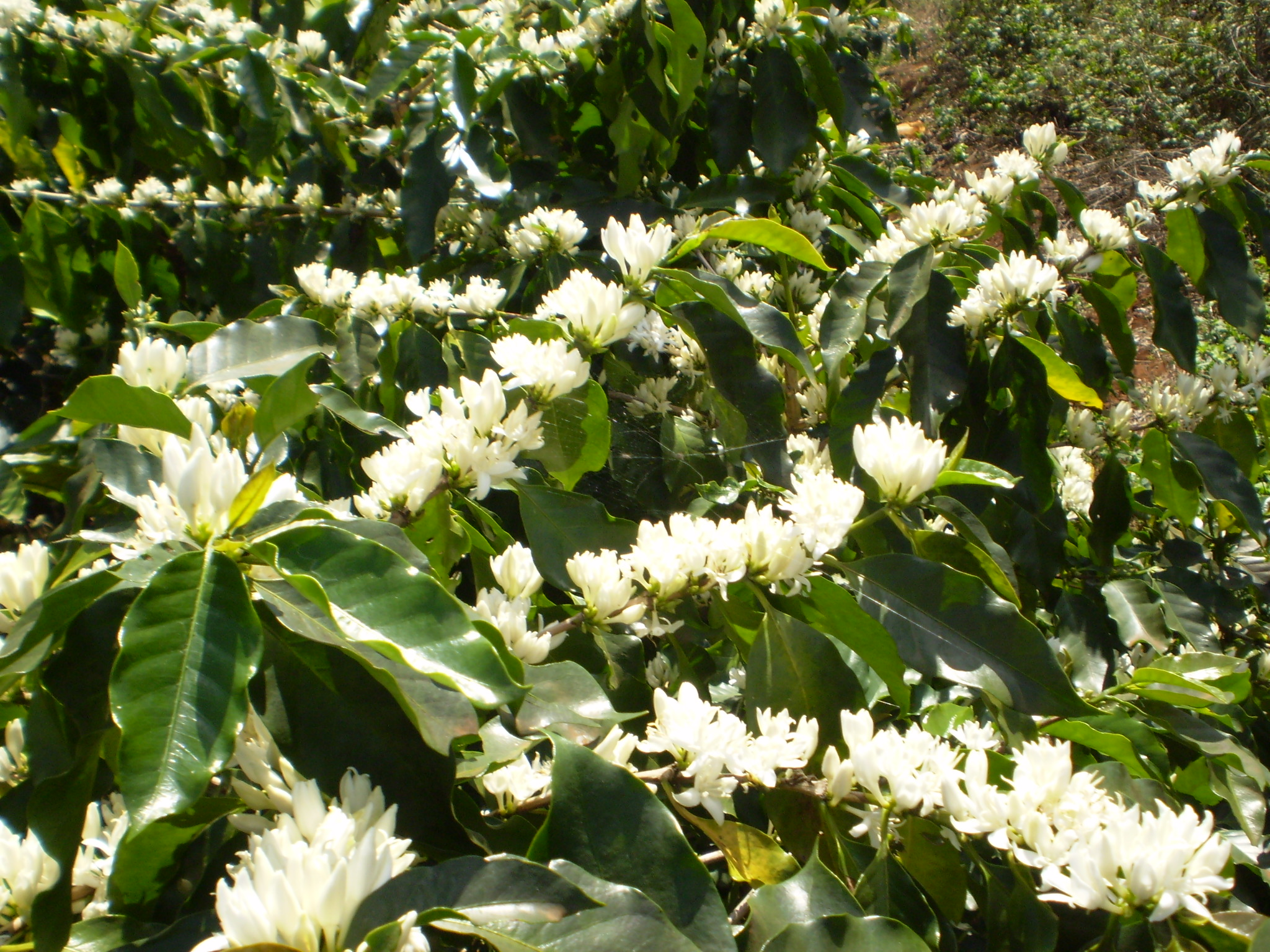
Hoa cà phê chè ở Lâm Hà, Lâm Đồng.
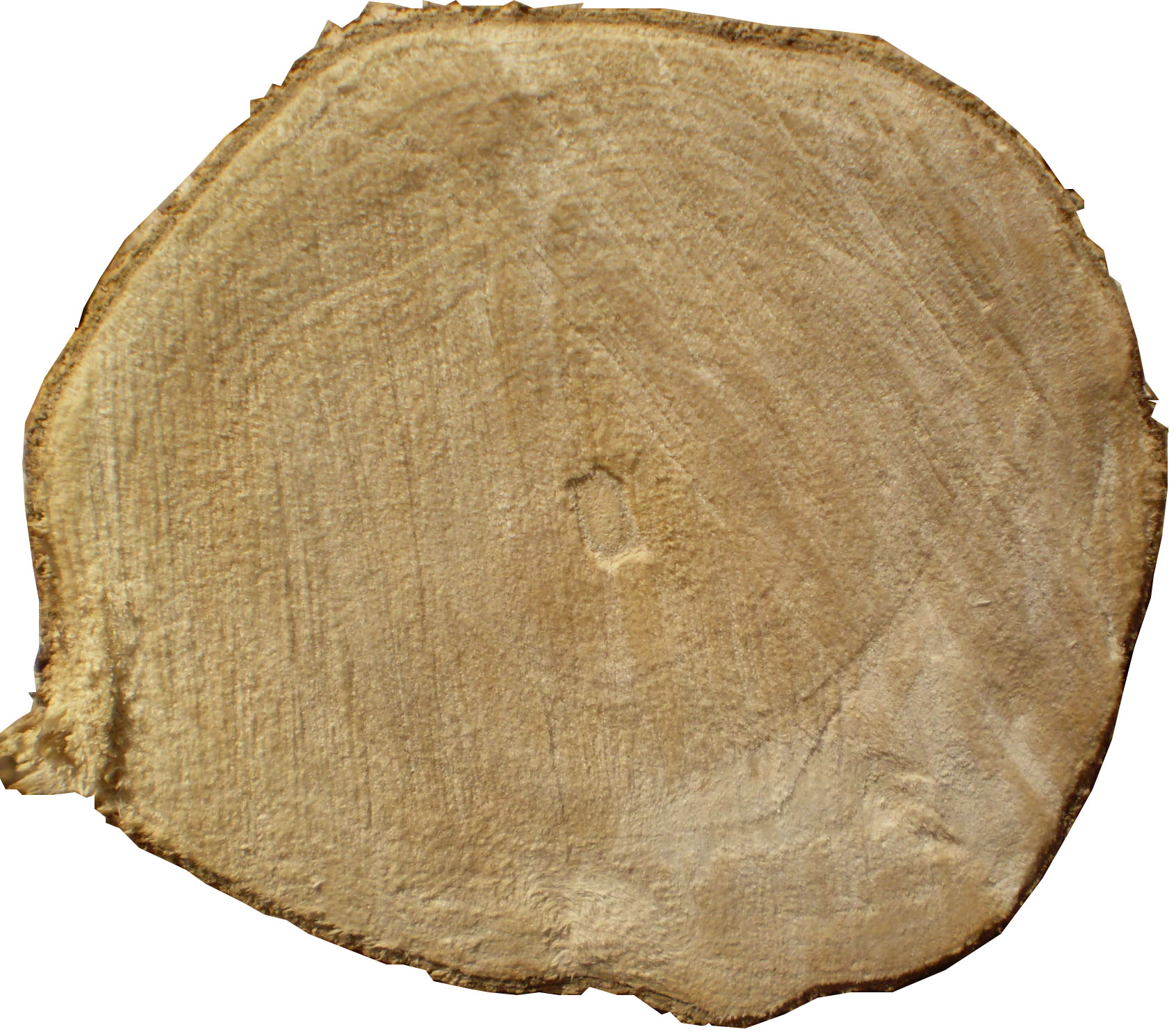
Mặt cắt của thân cây cà phê vối.
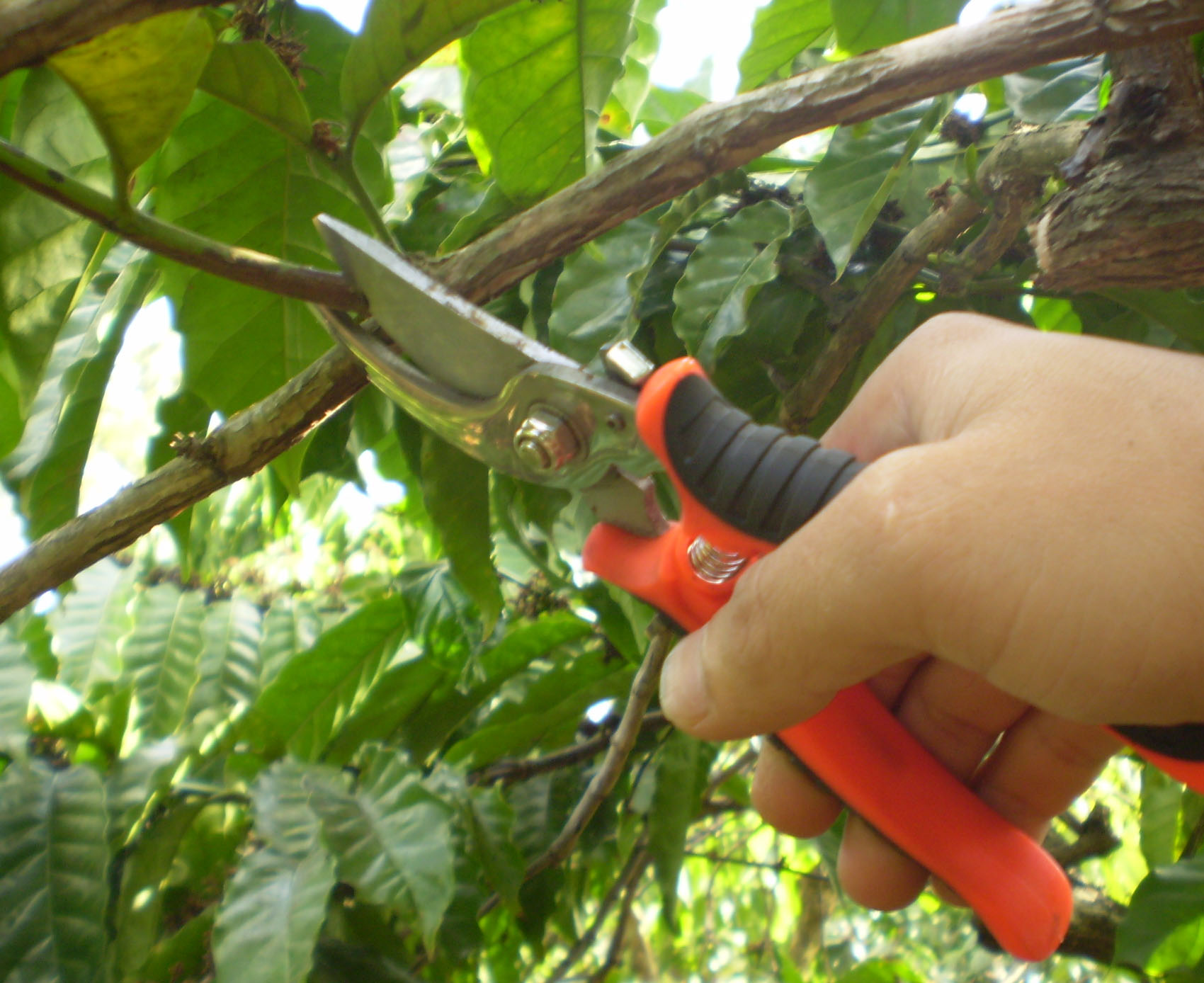
Cắt cành cà phê khi xong mùa thu hoạch.

cây cà phê trong đời sống tây nguyên
trong thị trường hiện nay giá trị của nó thế nào
và kèm theo la rất nhiêu tác ung của no